# Club Sportivo Desamparados
Le Club Sportivo Desamparados est un club argentin de football basé à San Juan. 